# Senobasis ornata
Senobasis ornata är en tvåvingeart som först beskrevs av Christian Rudolph Wilhelm Wiedemann 1819.  Senobasis ornata ingår i släktet Senobasis och familjen rovflugor. Inga underarter finns listade i Catalogue of Life.